# Pristimantis turpinorum
Pristimantis turpinorum es una especie de anfibio anuro de la familia Craugastoridae.

## Distribución geográfica
Es endémica de la isla de Tobago, en la república de Trinidad y Tobago.